# Vertaalde teksten als aanvullend bewijs voor "Yuanshi"

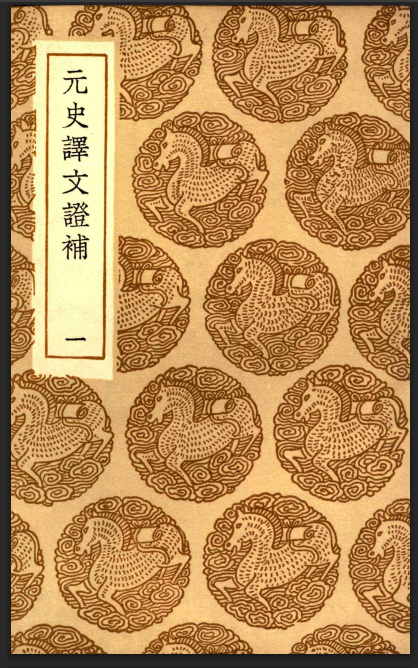
Kaft van Yuanshi yiwen zhengbu

Vertaalde teksten als aanvullend bewijs voor "Yuanshi" of Yuanshi yiwen zhengbu is het eerste in het Chinees verschenen boek met niet-Chinese bronnen over de Mongoolse Yuan-dynastie, die van 1279 tot 1368 over China regeerde. Het werk is samengesteld door Hong Jun (1840-1893), een Chinese ambtenaar-literaat en diplomaat. Na vertaling vergeleek hij de bronnen met Yuanshi (Geschiedenis van de Yuan) uit 1370. Dat was een werk uit de verzameling officiële geschiedenissen van Chinese keizerlijke dynastieën en werd door latere generaties als onvolledig en onnauwkeurig beschouwd. Hong Jun wilde met zijn werk die Yuanshi aanvullen. Hij overleed voordat hij het werk kon voltooien, maar het werd desondanks, (waarschijnlijk) in 1897 voor het eerst gepubliceerd.

## Ontstaan

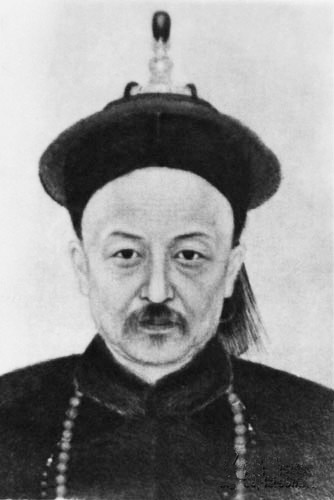
Hong Jun (1840-1893).

Toen Hong Jun in 1887 ambassadeur werd in Duitsland ontdekte hij dat er ook buiten China uitgebreid historisch onderzoek was gedaan naar de geschiedenis van de Mongolen. Tijdens zijn ambtsperiode verzamelde hij een aantal van die werken, waaronder drie samengesteld door Perzische historici. Van Jami' al-tawarikh (Universele geschiedenis) door Rashid al-Din (1247–1318) waren de twee hoofdstukken over de Turkse en Mongoolse stammen en het hoofdstuk over Dzjengis Khan vertaald door de Russische oriëntalist Ilya Berezin (1818-1896). Tarikh-i Jahangushay (تاریخ جهانگشای, Geschiedenis van de Wereldveroveraar) door Ata-Malik Juvayni (1226-1283) gaat eveneens over Dzjengis Khan, maar laat de Mongoolse geschiedenis doorlopen door 1257. Tarikh-i Wassaf (تاریخ وصاف, Geschiedenis van Wassaf, ook bekend als Tajziyatu-l-amsar wa tazjiyatu-l-a'sar, تجزية الأمصار وتزجية الأعصار, De verdeling van de landen en de scheiding van de tijdperken) door Wassaf (Wassaf al-Hadrat, 1265-1329, ook bekend als Abdallah ibn Fadlallah Sharaf al-Din Shirazi) is het vervolg op Tarikh-i Jahangushay. Het werk beschrijft in vijf delen de Mongoolse geschiedenis van Dzjengis Khan tot en met Ghazan, heerser van 1295 tot 1304 over het Mongoolse Il-khanaat. Een gedeelte van het eerste deel was vertaald door de Oostenrijkse oriëntalist Joseph von Hammer-Purgstall (1774-1856). Ook kreeg Hong Jun de beschikking over de vierdelige Histoire des Mongols depuis Tchinguis-Khan jusqu'à Timour door de Zweedse diplomaat Constantin d'Ohsson (Abraham Constantin Mouradgea d'Ohsson, 1779-1851).

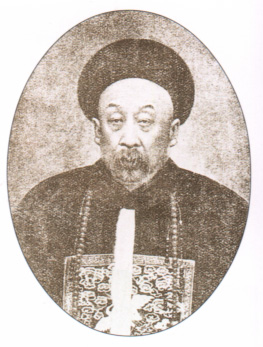
Lu Runxiang (陸潤庠, 1841-1915), verzorgde de publicatie van Yuanshi yiwen zhengbu.

Onder andere met de hulp van de tolk, ambassaderaad dr.Kreyer, vertaalde Hong Jun relevante hoofdstukken uit deze werken in het Chinees en maakte daar samenvattingen van. Die vergeleek hij vervolgens met Yuanshi (Geschiedenis van de Yuan), de officiële dynastieke geschiedenis uit 1370. Op die manier wilde hij dat werk aanvullen en verbeteren. Hij noemde zijn werk dan ook Yuanshi yiwen zhengbu (元史譯文証補, Vertaalde teksten als aanvullend bewijs voor "Yuanshi"). Hong Jun kon zijn werk niet voltooien. Voor hij in 1893 overleed had hij het manuscript aan zijn zoon Hong Luo in bewaring gegeven. Toen hij kort na zijn vader overleed, verzorgden de schoonvader van Hong Luo, Lu Runxiang (陸潤庠, 1841-1915) en Shen Zengzhi (沈曾植, 1850-1922), een vriend van zijn vader, de publicatie. Lu Runxiang schreef daarbij in 1897 een nawoord.
Toen er later van de door Hong Jun gebruikte werken Chinese vertalingen verschenen, kwamen er in zijn boek tekortkomingen aan het licht, zowel bij de vertalingen zelf als bij zijn tekstueel onderzoek. Toch mag het belang van zijn boek niet worden onderschat. Het was het eerste werk dat niet-Chinees materiaal gebruikte om de geschiedenis van de Yuan-dynastie aan te vullen en heeft zo grote invloed gehad op latere onderzoekers. Dit gold zeker voor de historicus en geograaf Tu Ji (屠寄, 1856-1921), de samensteller van Mengwu'er shiji (蒙兀兒史記, Historische optekeningen over de Mongolen) en de ambtenaar-literaat Ke Shaomin (1850-1933). Hij stelde uit onvrede over Yuanshi op eigen initiatief de Nieuwe Geschiedenis van de Yuan (Xin Yuanshi) samen. Dat werk werd na publicatie in 1920 zelfs opgenomen in de canon van dynastieke geschiedenissen, hoewel het sindsdien grotendeels is genegeerd.

## Inhoud
Het werk bleef onvoltooid, tien van de dertig juan hebben alleen een titel en geen beschrijvende inhoud. De eerste drie juan beschrijven de daden van Dzjengis khan en zijn broers. De biografieën van Jochi, Batu, Mengu Timur, Abaqa, Arghun, Ghazan, Öljeitü, de Westelijke Regio's, Bagdad en van de Assassijnen beschrijven de Mongoolse expeditie naar het westen en de geschiedenis van de vier khanaten. De biografieën van Ariq Böke en Kaidu gaan in op de machtsstrijd binnen de koninklijke familie van de Yuan-dynastie. De Bijlage bij de geografie van het noordwesten en het Oud geografisch onderzoek van de westelijke regio's beschrijven de historische ontwikkeling van de grenzen in het noordwesten.
| Juan | Titel                                                 | Vertaling | Opmerkingen |
| ---- | ----------------------------------------------------- | --- | --- |
| 1.   | 太祖本紀譯證 (Taizu benji yi zheng)                   | Vertaald bewijs voor de keizerlijke annalen van Taizu Taizu                                                                      | Met Taizu werd Dzjengis Khan ( r.1206-1227) bedoeld                                                                            |
| 2.   | 定宗憲宗本紀補異 (Dingzong Xianzong benji buyi)       | Aanvullende varianten op de keizerlijke annalen van Dingzong en Xianzong                                                         | Met Dingzong werd Ögedei Khan (r.1229-1241) bedoeld en met Xianzong Güyük Khan (r.1246-1248)                                   |
| 3.   | 后妃公主表補輯 (houfei gongzhu biao bu ji             | Aanvulling op de tabel van concubines en prinsessen                                                                              | |
| 4.   | 朮赤補傳 (Shuchi bu chuan)                            | Aanvullende biografie van Shuchi                                                                                                 | Bedoeld is Jochi (1185-1226/1227), de oudste zoon van Dzjengis Khan                                                            |
| 5.   | 拔都補傳 (Badu bu chuan)                              | Aanvullende biografie van Badu                                                                                                   | Bedoeld is Batu (1205-1255), zoon van Jochi en stichter van het rijk van de Gouden Horde                                       |
| 6.   | 忙哥帖木兒諸王補傳 (Mangge Tiemu'er zhuwang bu chuan) | Aanvullingen op de biografieën van Mangge Tiemu'er en zijn nakomelingen                                                          | Bedoeld zijn Mengu Timur (Möngke Temür), kleinzoon van Batu en heerser (1266-1282) over de Gouden Horde, met zijn nakomelingen |
| 7.   | 察合台諸王補傳 (Chahetai zhuwang bu chuan)            | Aanvullingen op de biografieën van de koningen van Chagatai                                                                      | Alleen titel, geen beschrijving                                                                                                |
| 8.   | 旭烈兀補傳 (Xuliewu bu chuan)                         | Aanvullingen op de biografie van Hulagu                                                                                          | Alleen titel, geen beschrijving                                                                                                |
| 9.   | 阿八哈補傳 (Abaha bu chuan)                           | Aanvullingen op de biografie van Abaha                                                                                           | Bedoeld is Abaqa, heerser over het Il-khanaat (r.1265-1282)                                                                    |
| 10.  | 阿魯渾補傳 (Aluhun bu chuan)                          | Aanvullingen op de biografie van Aluhun                                                                                          | Bedoeld is Arghun, heerser over het Il-khanaat (r.1284-1291)                                                                   |
| 11.  | 合贊補傳 (Hezan bu chuan)                             | Aanvullingen op de biografie van Hezan                                                                                           | Bedoeld is Ghazan, heerser over het Il-khanaat (r.1295-1304)                                                                   |
| 12.  | 合兒班答補傳 (He'erbanda bu chuan)                    | Aanvullingen op de biografie van He'erbanda                                                                                      | Bedoeld is Öljeitü, heerser over het Il-khanaat (r.1304-1316)                                                                  |
| 13.  | 不賽因補傳 (Busaiyin bu chuan)                        | Aanvullingen op de biografie van Busaiyin (Abu Sa'id, heerser over het Il-Khanaat, r.1316-1335)                                  | Alleen titel, geen beschrijving                                                                                                |
| 14.  | 阿里不哥補傳 (Alibuge bu chuan)                       | Aanvullingen op de biografie van Alibuge                                                                                         | Bedoeld is Ariq Böke (1217-1266), troonpretendent, verloor de strijd met zijn broer Koeblai Khan                               |
| 15.  | 海都補傳 (Haidu bu chuan)                             | Aanvullingen op de biografie van Haidu                                                                                           | Bedoeld is Kaidu (1235-1301), troonpretendent, verloor de strijd met Koeblai Khan en diens opvolger                            |
| 16.  | 帖木耳補傳 (Tiemu'er bu chuan)                        | Aanvullingen op de biografie van Timur (Timoer Lenk)                                                                             | Alleen titel, geen beschrijving                                                                                                |
| 17.  | 圖克魯帖木兒補傳 (Tukelu Tiemu'er bu chuan)           | Aanvullingen op de biografie van Tughlugh Timur                                                                                  | Alleen titel, geen beschrijving                                                                                                |
| 18.  | 哲別補傳 (Zhebie bu chuan)                            | Aanvullingen op de biografie van Zhebie                                                                                          | Bedoeld is Jebe (†1224), generaal onder Dzjengis Khan                                                                          |
| 19.  | 速不台傳注 (Subutai chuan zhu)                        | Opmerkingen bij de biografie van Subedei                                                                                         | Alleen titel, geen beschrijving                                                                                                |
| 20.  | 曷思麥里傳注 (Hesimali chuan zhu)                     | Opmerkingen bij de biografie van Hesimali (Qus melik, †1255, generaal onder Dzjengis Khan)                                       | Alleen titel, geen beschrijving                                                                                                |
| 21.  | 郭寶玉郭德海傳注 (Guo Baoyu Guo Dehai chuan zhu)      | Opmerkingen bij de biografieën van Guo Baoyu †? en Guo Dehai, †1234 (vader en zoon, twee Han-Chinezen in dienst van de Mongolen) | Alleen titel, geen beschrijving                                                                                                |
| 22.  | 西域補傳 (Xiyu bu chuan)                              | Aanvullende biografieën voor de westelijke regio's                                                                               | |
| 23.  | 報達補傳 (Baoda bu chuan)                             | Aanvullende biografie voor Baoda                                                                                                 | Bedoeld is Bagdad |
| 24.  | 木刺夷補傳 (Muciyi bu chuan)                          | Aanvullende biografie van Muciyi                                                                                                 | Bedoeld zijn de Assassijnen |
| 25.  | 克烈部補傳 (Keliebu bu chuan)                         | Aanvullingen op de biografie van de Keiraïten                                                                                    | Alleen titel, geen beschrijving                                                                                                |
| 26.  | 地理志西北地附錄 (Dili zhi xibei de fulu)             | Bijlage bij de geografie van het noordwesten                                                                                     | |
| 27.  | 西域古地考 (Xiyu gu di kao)                           | Oud geografisch onderzoek van de westelijke regio's                                                                              | |
| 28.  | 蒙古部族考 (Menggu buzu kao)                          | Onderzoek naar de Mongoolse stammen                                                                                              | Alleen titel, geen beschrijving                                                                                                |
| 29.  | 元世各教名考 (Yuanshi ge jiao ming kao)               | Een onderzoek naar de namen van verschillende religies in de Yuan-dynastie                                                       | |
| 30.  | 舊唐書·大食傳 (Jiu Tangshu . dashi chuan)             | Oud Boek van de Tang . biografie van het Arabische Rijk                                                                          | Het rijk dat door de Arabieren werd gesticht en bestond van 632 tot 1258                                                       |

## Chinese tekst
- 洪鈞, 元史譯文證補, 上海 (商務印書館) 1936, (Hong Jun, Yuanshi yiwen zhengbu, Shanghai (Shangwu yin shuguan, Shanghai Commercial Press) 1936), 3 delen

Talrijke herdrukken. Een recente uitgave is 洪鈞, 元史譯文證補,  蘇州 (蘇州大學出版社) 2023, (Hong Jun, Yuanshi yiwen zhengbu, Suzhou (Suzhou daxue chuban she, Suzhou University Press) 2023), ISBN 9787554621561, 546pp.
Op Wikimedia Commons is het werk als pdf-bestand beschikbaar (zie: externe links)

## Vertalingen
Er is geen vertaling van Yuanshi yiwen zhengbu in een westerse taal.